# Ligue des champions de rink hockey 2001-2002
Navigation
Ligue des champions 2000-2001 Ligue des champions 2002-2003
La Ligue des champions de rink hockey 2001-2002 est la 37e édition de la plus importante compétition européenne de rink hockey entre équipes de club, et la 7e sous la dénomination Ligue des champions. La compétition est remportée par le FC Barcelone qui devient champion d'Europe des clubs pour la 15e fois.

## Déroulement
Cette édition 2001-2002 se déroule en quatre phases : un tour préliminaire, un premier tour, une phase de poules et un Final four.
Le premier tour regroupe 16 des meilleures équipes européennes de rink hockey (dont les trois équipes vainqueurs du tour préliminaire).

Les matchs se jouent en confrontations aller-retour, comme le tour préliminaire. Les 8 équipes qui gagneront en score cumulé auront le droit de jouer la phase de poules. Les 4 équipes possédant le meilleur rang européen seront quant à eux reversé en Coupe CERS.

La phase de poules regroupe 8 équipes, réparties dans 2 poules de 4. Chaque équipe rencontre deux fois les autres équipes de la poule. Les 2 meilleures équipes de chaque poules joueront le Final Four.
Le Final Four regroupe sur 2 jours et en terrain neutre, les 4 meilleures équipes de la compétition.

Cette ultime phase est organisée sous la forme d'une coupe à élimination directe. L'équipe qui remporte la demi-finale et la finale gagnera alors le trophée de la Ligue Européenne des Champions 2002.

## Équipes qualifiées
| 2001/02           | 2001/02        | 2001/02          | 2001/02  |
| ----------------- | -------------- | ---------------- | -------- |
| FC Barcelone      | Réus Deportiu  | Pati Blanes      | Pati Vic |
| FC Porto          | OC Barcelos    | SL Benfica       |          |
| Hockey Prato      | Bassano        | Novara           |          |
| HC Quévert        | St. Omer       | La Roche-sur-Yon |          |
| Genéve RHC        | SC Thunerstern |                  |          |
| RHC Wolfurt       |                |                  |          |
| Valkenswaardse RC |                |                  |          |

## Tour préliminaire
| Équipe      | Résultat | Équipe            | 1ª Match | 2ª Match |
| RHC Wolfurt | 6-10     | Valkenswaardse RC | 5-5      | 1-5      |

## Premier tour
| Équipe           | Résultat | Équipe            | 1ª Match | 2ª Match |
| SL Benfica       | 48-4     | Valkenswaardse RC | 36-1     | 22-3     |
| Pati Blanes      | 3-6      | OC Barcelos       | 2-1      | 1-5      |
| HC Quévert       | 8-7      | Genéve RHC        | 5-5      | 3-2      |
| St Omer          | 2-14     | Novara            | 1-7      | 1-7      |
| SC Thunerstern   | 0-13     | FC Barcelona      | 0-6      | 0-7      |
| La Roche-sur-Yon | 0-14     | Bassano           | 0-7      | 0-7      |
| Pati Vic         | 7-4      | Hockey Prato      | 3-1      | 4-3      |
| FC Porto         | 1-2      | Réus Deportiu     | 1-1      | 0-1      |

## Phase de poules

### Groupe A
|               | Équipes | Pts | J | V | E | D  | BM | BE  | DB |
| ------------- | ------- | --- | - | - | - | -- | -- | --- | -- |
| SL Benfica    | 9       | 6   | 4 | 1 | 1 | 34 | 17 | 17  |    |
| Réus Deportiu | 8       | 6   | 3 | 2 | 1 | 14 | 18 | -4  |    |
| Novara        | 5       | 6   | 1 | 3 | 2 | 22 | 20 | 2   |    |
| Quevert       | 3       | 6   | 1 | 1 | 4 | 16 | 31 | -15 |    |

|               | BEN | REU | NOV | QUE |
| ------------- | --- | --- | --- | --- |
| SL Benfica    |     | 7-1 | 3-1 | 8-3 |
| Réus Deportiu | 5-4 |     | 2-2 | 3-2 |
| Novara        | 5-5 | 2-2 |     | 7-8 |
| Quevert       | 2-7 | 1-1 | 0-5 |     |

### Groupe B
|              | Équipes | Pts | J | V | E | D  | BM | BE  | DB |
| ------------ | ------- | --- | - | - | - | -- | -- | --- | -- |
| OC Barcelos  | 9       | 6   | 4 | 1 | 1 | 25 | 17 | 8   |    |
| FC Barcelona | 8       | 6   | 4 | 0 | 2 | 27 | 9  | 18  |    |
| Pati Vic     | 4       | 5   | 1 | 2 | 2 | 13 | 20 | -7  |    |
| Bassano      | 3       | 6   | 1 | 1 | 4 | 10 | 29 | -19 |    |

|              | OCB | BAR | VIC | BAS |
| ------------ | --- | --- | --- | --- |
| OC Barcelos  |     | 3-1 | 3-3 | 7-1 |
| FC Barcelona | 8-0 |     | 2-3 | 6-0 |
| Pati Vic     | 1-4 | 2-6 |     | 1-1 |
| Bassano      | 3-8 | 1-4 | 4-3 |     |

## Final Four
|  | Demi-finales  | Demi-finales |                |      | Finale | Finale |
|  |               |              |                |      |        |        |
|  | 31 mars 2007  |              |                |      |        |        |
|  |               |              |                |      |        |        |
|  | OC Barcelos   | 2            |                |      |        |        |
|  | OC Barcelos   | 2            | 1er avril 2007 |      |        |        |
|  | Réus Deportiu | 1            |                |      |        |        |
|  | Réus Deportiu | 1            | OC Barcelos    | 1(1) |        |        |
|  | 31 mars 2007  |              | OC Barcelos    | 1(1) |        |        |
|  |               | FC Barcelona | 1(2)           |      |        |        |
|  | SL Benfica    | FC Barcelona | 1(2)           | 2(2) |        |        |
|  | SL Benfica    |              |                | 2(2) |        |        |
|  | FC Barcelone  | 2(4)         |                |      |        |        |
|  | FC Barcelone  | 2(4)         |                |      |        |        |

| Ligue des champions 01–02 Vainqueur |
| ----------------------------------- |
|                                     |
| FC Barcelone (15º titre)            |